# Noratus
Noratus (in armeno Նորատուս?, conosciuto anche come Noraduz o Noradouz) è un comune dell'Armenia di 6 917 abitanti (2009) della provincia di Gegharkunik.
Sorge pochi chilometri ad est del capoluogo regionale Gavar a mezza strada con la sponda orientale del lago Sevan. Degni di nota una chiesa del IX secolo e le rovine di una basilica eretta dal principe Sahak.
Il luogo è meta di numerosi visitatori per il cimitero monumentale di Noraduz con le sue centinaia di khachkar.